# Шустов, Евгений Борисович
Евгений Борисович Шустов (род. 30 августа 1960, Севастополь) — российский учёный-медик.
Доктор медицинских наук, профессор (2000), главный научный сотрудник Института токсикологии ФМБА России, член-корреспондент Международной академии астронавтики (2002) и РАЕН (2004).
Лауреат Государственной премии Российской Федерации в области науки и техники (2003).

## Биография
Родился в семье офицера-подводника.
В 1977 году с золотой медалью окончил Физико-математический лицей № 30.
В том же году поступил и в 1983 году также с золотой медалью окончил факультет подготовки врачей для ВВС Военно-медицинской академии им. С. М. Кирова. После чего попал в Центр подготовки космонавтов имени Ю. А. Гагарина, служил там старшим врачом-испытателем и помощником ведущего врача отдела. В 1989 году переведен в альма-матер на научно-преподавательскую работу и числился там до 2000 года, преподавал на кафедре фармакологии, затем руководил научно-исследовательским отделом военной психофармакологии научно-исследовательской лаборатории обитаемости и профессионального отбора ВМедА им. С. М. Кирова.
В 1995 году находился в командировке в зоне боевых действий в Чечне, в ходе которой был контужен. Ветеран боевых действий, награждён медалью Суворова и казачьим орденским знаком «За службу на Кавказе» II степени.
Работал в различных фармацевтических компаниях, в частности исполнял обязанности директора фармацевтического завода «Антивирал», работал внештатным консультантом Администрации Главы Республики Карелия. В 2005—2007 годах занимался венчурными проектами в рамках дочерних структур АФК «Система». В 2009—2012 гг. главный врач поликлиники СПбГУ. Заместитель директора по науке Научного центра биомедицинских технологий ФМБА России.
Профессор кафедры фармакологии и клинической фармакологии СПХФУ.
Член учёного совета Института токсикологии ФМБА России.
В 1989 году защитил кандидатскую, а в 1996 году докторскую («Повышение устойчивости к экстремальным воздействиям при астении») диссертации. Ученик профессоров фармаколога В. М. Виноградова и генерала В. С. Новикова.

## Труды
- Физиология экстремальных состояний / В. С. Новиков, В. В. Горанчук, Е. Б. Шустов. — Санкт-Петербург: Наука, 1998. — 247 с.
- Новиков В. С., Каркищенко В. Н., Шустов Е. Б. Функциональное питание человека при экстремальных воздействиях. — СПб.: Политехника-принт, 2017. — 346 с.
- Новиков В. С., Сороко С. И., Шустов Е. Б. Дезадаптационные состояния человека при экстремальных воздействиях и их коррекция. СПб: Политехника-принт, 2018. — 548 с.
- Каркищенко В. Н., Каркищенко Н. Н., Шустов Е. Б. Фармакологические основы терапии. Тезаурус: Руководство для врачей и студентов. Издание третье — новая редакция. — М., СПб: Айсинг, 2018. — 288 с.